# 托特瑙
托特瑙（德語：Todtnau，發音：[ˈtɔtnaʊ] ⓘ）是德国巴登-符腾堡州弗赖堡行政区勒拉赫县的城市，面积69.75平方千米，2023年12月31日人口为4,962人。